# 江比間野外活動センター
江比間野外活動センター（えひまやがいかつどうせんたー）は、愛知県田原市江比間町にかつてあった野外社会教育施設。1975年に開館し、2025年3月に閉館した。

## 概要
広域行政の一環として1972年（昭和47年）7月に設定された「豊橋渥美広域市町村圏」の事業のひとつとして整備された。「豊橋渥美広域市町村圏」には、豊橋市のほか、渥美半島に位置する渥美郡田原町・赤羽根町・渥美町の3町が含まれていた。
1975年（昭和50年）5月、豊橋渥美広域市町村圏組合によって、青少年の野外教育施設として開設。旧渥美町江比間の海岸に位置し、三河湾の景勝が一望できる高台に建てられた。
1978年（昭和53年）には、体育館および屋外キャンプ場が追加で整備された。
1983年（昭和58年）3月をもって設置者たる組合が解散したため、組合を構成していた豊橋市が運営を継承し、同市が旧渥美町に施設の管理を委託するやり方がとられた。土地建物の所有権は両自治体がそれぞれ半分の持分を持つこととなった。
2005年10月1日、渥美町は田原市に編入された。田原市と豊橋市の覚書により、豊橋市が運営経費の2分の1を負うことが定められた。
2025年3月31日、施設の老朽化、利用者の減、安全面での課題などを理由として閉館した。前述の通り豊橋市と田原市の共同財産であるため、廃止後の財産処分については取り壊しを含め、2市で調整が行われているとの答弁が田原市議会で出されている。

## 施設

### 青年の家
宿泊可能だが、門限が午後10時に設定されている。宿泊室の収容人数98人（和室5室50人、洋室4室48人）。
- 外観（左が宿泊棟、右が体育館）
- 談話室兼ホール
- 講義室

### 体育館
鉄筋コンクリート1階建てで、延床面積492平方メートル。収容人員300人。バレーボール1面、バスケットボール1面、卓球10台、バドミントン3面。
- 体育館

### キャンプ場
収容人員120人。テント常設20張（7～8月のみ）。野外炊事場、シャワー室、キャンプファイア場。
- キャンプファイヤー広場
- 使用されなくなったキャンプサイト

### 運動広場
面積884.52平方メートル。
- 運動広場

### 横断歩道橋
一般的には道路の付属施設として設置されるが、利用者が当施設の利用客に限られることから、前述の豊橋渥美広域市町村組合が当施設の事業費の一部により建設したため、施設の一部である。施設閉鎖に先立って撤去された。
施設から国道259号（旧道）と同バイパスの2つの道路をまたぎ、江比間海岸へ至る大規模な歩道橋であり、途中にも階段があり、出入りができた。海岸から高さ22.80メートル、長さ42.90メートル。総事業費は2650万円で、1977年（昭和52年）8月完工。観光地であることから、緑色の塗装と白い手すりという配色にするなどの配慮が行われている。
- 撤去直前の歩道橋（2024年10月）
- 末期には立ち入り禁止となっていた（2024年8月）

## 交通アクセス
- 公共交通機関利用の場合、豊橋鉄道渥美線三河田原駅より豊橋鉄道バス（豊鉄バス）伊良湖本線で「江比間野外センター前」停留所下車後徒歩3分[WEB 8]。
- 自家用車の場合、豊橋方面から国道259号を進み、「馬草口」交差点通過後約500メートルの地点にある分岐点を左折[WEB 8]。

- 豊鉄バス江比間野外センター前停留所
- 国道からの分岐地点